# Lenin Bastidas
Lenín José Bastidas Bello (Caracas, Distrito Capital, Venezuela; 22 de septiembre de 1980) es un entrenador de fútbol venezolano que actualmente se desempeña como director técnico del Club Atlético Pantoja de República Dominicana.

## Trayectoria
Debuta en los banquillos profesionales en la temporada 2008 - 2009 como Asistente Técnico del Deportivo Italia, equipo dirigido en ese entonces por Eduardo Saragó, el cual en esa misma temporada sería campeón del torneo apertura de la Primera División de Venezuela.
En la temporada 2013 pasa a ser el director Técnico del ACD Lara obteniendo la clasificación directa a la Copa Sudamericana 2014.
Dirigiendo el ACD Lara consigue una victoria en Copa Libertadores de América 2013 sobre el Club Atlético Newell's Old Boys dirigido en ese entonces por Gerardo Martino.
En diciembre del año 2013, llega a dirigir a Portuguesa FC, el cual se encontraba en Segunda División de Venezuela, con 9 partidos por disputar, logrando 6 victorias, 2 empates y tan solo una derrota, obteniendo de esta manera la clasificación del equipo al hexagonal final para el ascenso a la Primera División.  
En enero del año 2014, se traslada a la capital para entrenar al Deportivo La Guaira y evitar el descenso a Segunda División, ya que se encontraba en la última posición. Tras alcanzar los mejores resultados el equipo logra la clasificación a la Copa Sudamericana 2015.  
En el año 2015 realiza su debut en el exterior cuando se desplaza a Repúplica Dominicana como nuevo DT de Atlántico FC, participando en The Caribbean Club Championship obteniendo 1 victoria y 2 derrotas, que dejaba sin la clasificación a la fase final.
En el año 2017 continúa en República Dominicana pero esta vez junto al Club Atlético Pantoja, llegando a la Gran Final de la Liga Dominicana de Fútbol, obteniendo el título de Subcampeón tras caer 4-3 en la tanda de penales, hecho que le permitió adquirir un cupo en The Caribbean Club Championship 2018, donde clasificó como primero en la fase inicial luego de obtener 2 victorias y 1 empate. Posteriormente se dirige a la ciudad de Kingston para jugar la fase final, obteniendo una victoria de 4-3 en semifinales lo que le permitió seguir a la Gran Final donde venció al equipo jamaiquino Arnett Gardens en la tanda de tiros penales 6-5, obteniendo el título de Campeón de la Copa Caribeña, que otorga un boleto directo a la Liga de Campeones de la Concacaf 2019.

## Clubes como entrenador
| Club                   | País                 | Año               |
| ---------------------- | -------------------- | ----------------- |
| Deportivo Italia FC    | Venezuela            | 2008 - 2009       |
| Petare FC              | Venezuela            | 2010 - 2011       |
| ACD Lara               | Venezuela            | 2012 - 2013       |
| Portuguesa FC          | Venezuela            | 2013              |
| Deportivo La Guaira FC | Venezuela            | 2014 - (Clausura) |
| Portuguesa FC          | Venezuela            | 2014 - 2015       |
| Atlántico FC           | República Dominicana | 2016 - 2017       |
| Club Atlético Pantoja  | República Dominicana | 2017 - 2018       |
| UCV FC                 | Venezuela            | 2019              |
| Trujillanos FC         | Venezuela            | 2022              |
| Club Atlético Pantoja  | República Dominicana | 2022- Presente    |

## Palmarés
- Campeón Torneo Apertura 2008 Primera División de Venezuela con el Deportivo Italia.

- Campeón Primera División de Venezuela 2012 con el ACD Lara.

- Sub Campeón Torneo Clausura 2013 Primera División de Venezuela con el ACD Lara.
- Sub Campeón Torneo 2017 Liga Dominicana de Fútbol con el Club Atlético Pantoja.
- Campeón The Caribbean Club Championship 2018 con el Club Atlético Pantoja.

## Partidos dirigidos en torneos internacionales
| Competición           | Partidos Dirigidos |
| --------------------- | ------------------ |
| Copa Libertadores     | 6                  |
| Copa Sudamericana     | 2                  |
| CFU Club Championship | 8                  |
| Total de Carrera      | 16                 |